# Schliederer von Lachen

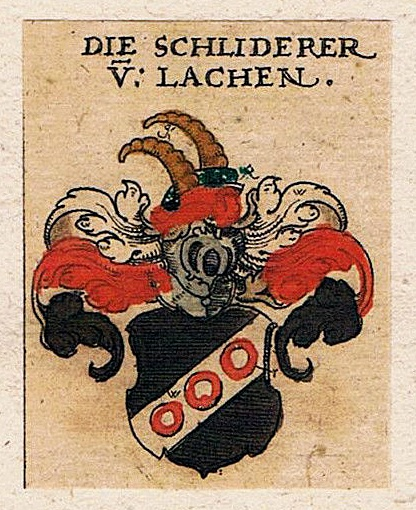
Wappen der Schliederer von Lachen

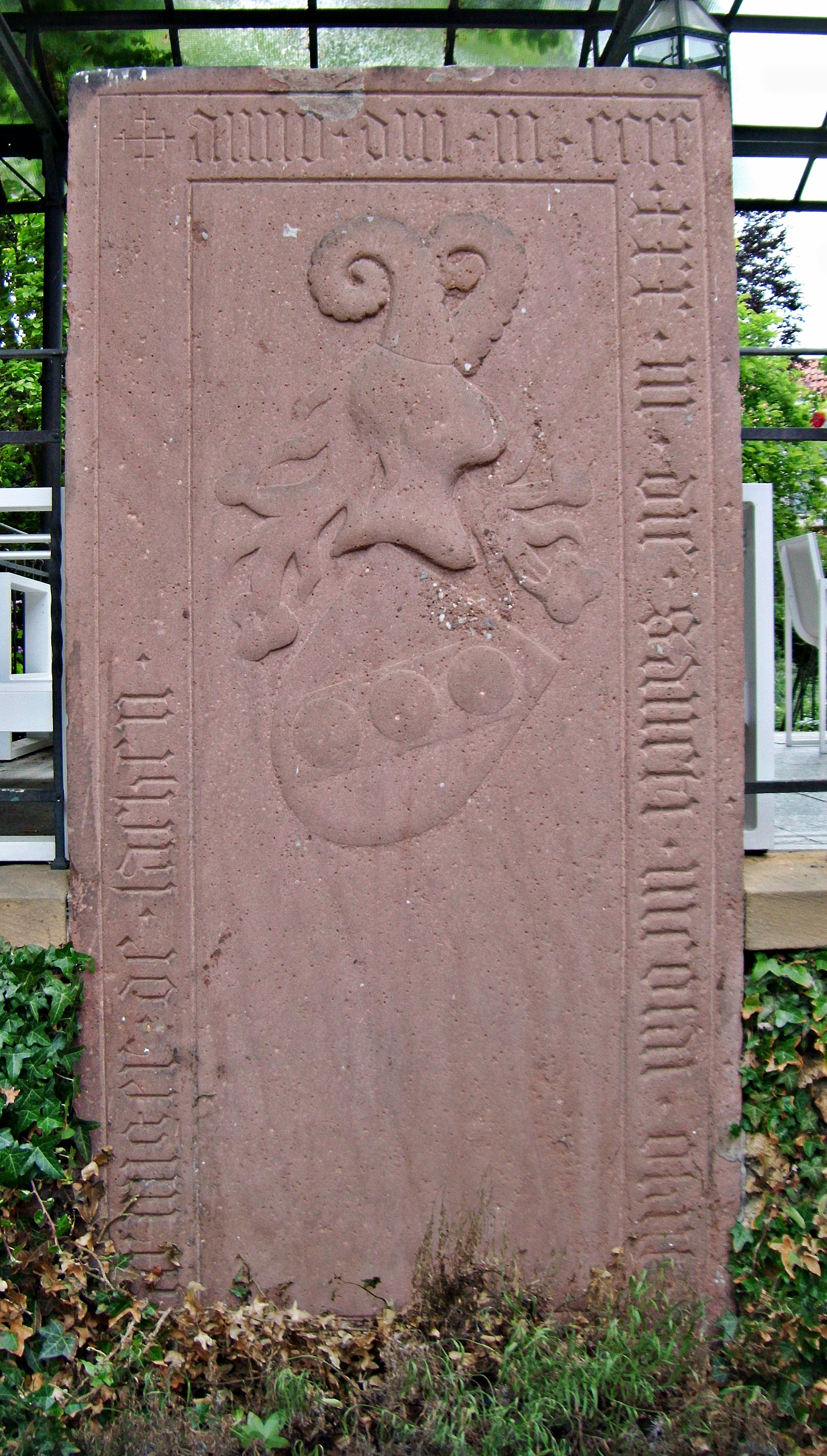
Grabplatte des Arnold Schliederer von Lachen († 1430), Deidesheim, Ketschauer Hof

Die Schliederer von Lachen (nach 1497 auch Schliederer von Schönfels) waren ein pfälzisches Uradelsgeschlecht, das 1791 ausstarb. 

## Familiengeschichte
Die Familie hatte ihren Ursprung in Lachen, einem Ortsteil von Neustadt an der Weinstraße, nach dem sie sich auch benannte und wo sie bis zum Ende der Feudalzeit begütert blieb. 1497 erwarb sie Schloss Schönfels bei Mersch in Luxemburg und verlagerte in diese Region ihren Schwerpunkt. Neben dem Namen Schliederer oder Schliderer von Lachen, kommt auch Schloderer, Schloder oder Schloeder von Lachen vor. 
Sigmund Sleder, erster namentlich bekannter Vertreter des Geschlechtes, tritt zwischen 1283 und 1309 mehrfach urkundlich als Zeuge und Schöffe, schließlich auch als stellvertretender Richter beim Landgericht im Speyergau auf. Damals waren die Schliederer Vasallen des Klosters Weißenburg und erscheinen mit vielen Messstiftungen im kontemporären Seelbuch der Pfarrkirche Lachen. Sie hatten zahlreiche Besitztümer im Umkreis des Ortes, durch Heirat erwarben sie um 1400 auch den vom Erzbistum Mainz lehnbaren Burgstall Biblis bei Worms mit zugehörigen Rechten und um 1430 ein Hofgut in Deidesheim (heutiger Ketschauer Hof).
Als die Landvogtei des Speyergaues 1331 an die Wittelsbacher Pfalzgrafen fiel, traten die Schliederer von Lachen in deren Dienste. Arnold Schliederer von Lachen zog als Angehöriger der Leibwache mit König bzw. Kurfürst Ruprecht III. nach Italien, 1418 bis 1429 bekleidete er in Heidelberg das Amt des Hof-Küchenmeisters, 1426 fungierte er als kurfürstlicher Statthalter. Sein Grabstein von 1430 ist in Deidesheim im Ketschauer Hof aufgestellt, stammt allerdings aus der Klosterkirche Lambrecht.
Arnolds Sohn Pallas Schliederer von Lachen (der Ältere) amtierte 1452 in Neustadt als kurpfälzer Vizedom und Landvogt des Speyergaues; die Grabplatte seiner Gattin Christina geb. von Eppelsheim († 1439) ist im Paradies der Stiftskirche Neustadt erhalten. Er förderte den Neubau der Deidesheimer Pfarrkirche St. Ulrich (um 1450), wo sein Familienwappen einen Gewölbeschlussstein des südlichen Seitenschiffes ziert.

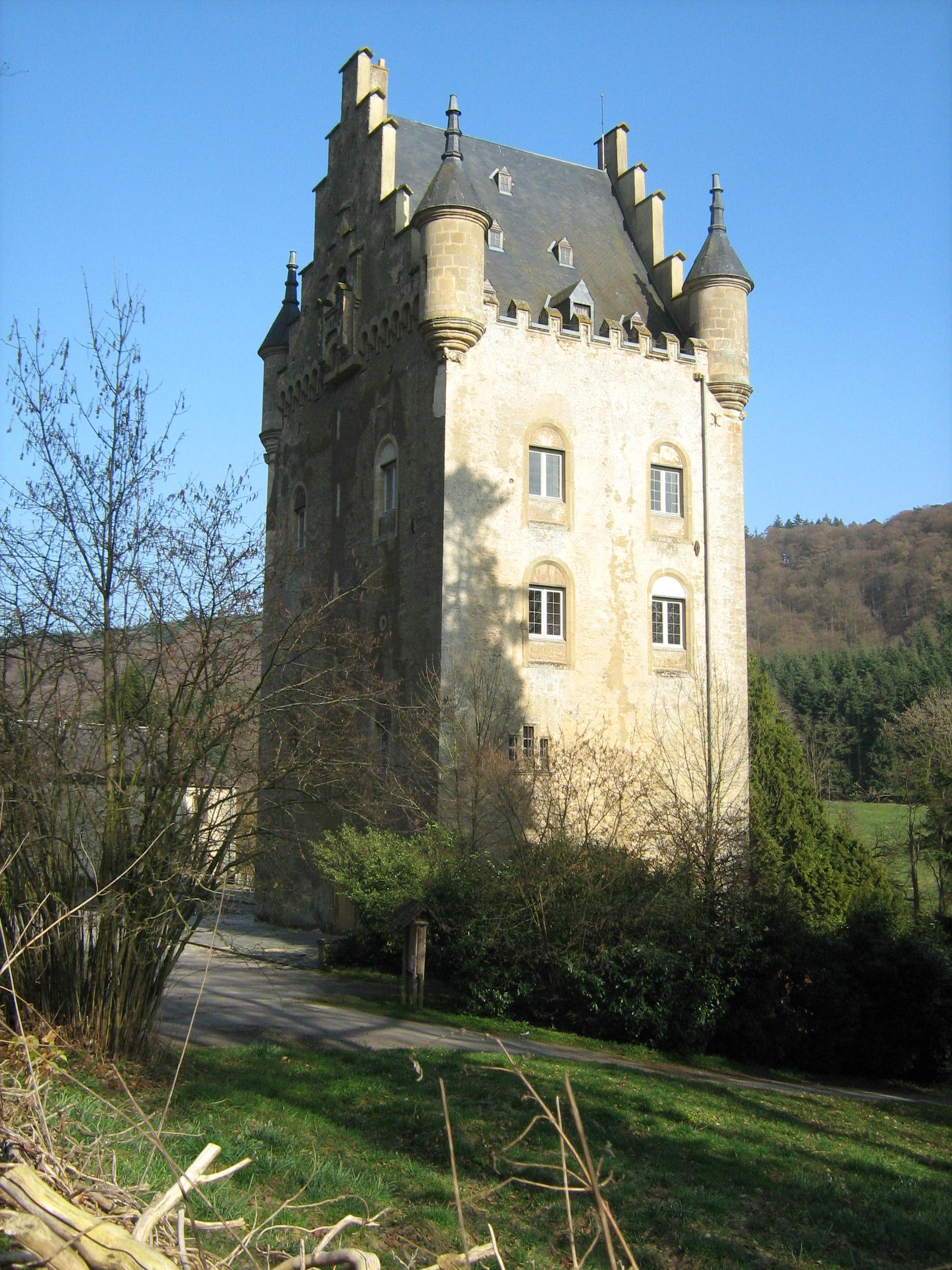
Das Familienschloss Schönfels in Luxemburg

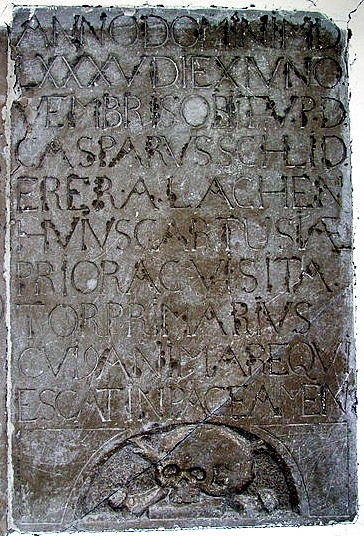
Epitaph des Kartäuserpriors Caspar Schliederer von Lachen († 1585) im Kloster Buxheim

Dessen gleichnamiger Sohn Pallas der Jüngere († 1482) war verheiratet mit Elisabeth Eckbrecht von Dürckheim und fungierte als Rat des Speyerer Bischofs. Ihre Söhne Friedrich und Florenz traten in den geistlichen Stand. Friedrich Schliederer von Lachen († 1514) war Domherr in Mainz und Speyer, Florenz Schliederer von Lachen amtierte ab 1499 als Propst des Augustiner-Chorherren-Stifts Hördt. Ein dritter Sohn, Heinrich Schliederer von Lachen, wurde eine entscheidende Gestalt der Familiengeschichte, indem er um 1490 aus den Diensten des Bischofs von Speyer in jene des Markgrafen Christoph I. von Baden wechselte und mit diesem, als er König Maximilians Statthalter in Luxemburg wurde, dorthin zog. Hier erwarb er Herrschaft und Schloss Schönfels bei Mersch, welche seinen Nachkommen bis ins 18. Jahrhundert gehörten und wonach sie sich nun öfter benannten. Ebenso besaßen sie dort seit 1520 durch Einheirat Schloss Wampach in Oberwampach, das sie neu erbauen ließen und wo noch ein Wappenstein der Schliederer von Lachen (1580) vorhanden ist.
Heinrich Schliederers Enkel Beat Heinrich Schliederer von Lachen fungierte als bischöflich Speyerer Amtmann zu Madenburg und Landeck, dann als Vogt in Bruchsal. Dessen Bruder Wilhelm Schliederer von Lachen (* 1534) stand in bischöflich Augsburgischen Diensten u. a. als langjähriger Statthalter in Dillingen. 1581 bestellte man ihn auf Empfehlung des Päpstlichen Nuntius zum Hofmeister des achtjährigen Prinzen Maximilian von Bayern, dem späteren Kurfürsten Maximilian I. Dieses Amt versah er bis 1587 und übernahm danach die Stellung seines Bruders als Speyerer Vogt im Bruhrain. Caspar Schliederer von Lachen († 1585), ein weiterer Bruder der beiden, war zunächst Domherr zu Speyer und Augsburg, resignierte 1569 all seine ansehnlichen Kanonikerpfründen und trat in Freiburg dem Kartäuser-Orden bei. Er starb 1585 als Prior von Kloster Buxheim und Oberer der schwäbischen Kartäuserprovinz. 
Der gleichnamige Sohn des bayerischen Prinzenerziehers Wilhelm Schliederer von Lachen wurde Komtur des Deutschen Ordens auf Schloss Horneck, dessen Bruder Philipp Truchsess am kurbayerischen Hof. 
Nach dem Dreißigjährigen Krieg heiratete Gerhard Friedrich Schliederer von Lachen, Herr zu Schönfels, Isabella Maria von Leonrod und zeugte mit ihr 15 Kinder. Er lebte 93 Jahre und diente fast 50 Jahre lang dem Bischof von Eichstätt als Stadtrichter bzw. Rat. Drei seiner Söhne wurden Domherren in Eichstätt, einer Kapitular im Fürststift Kempten, ein weiterer 
Deutsch-Ordens-Ritter in der Ballei Lothringen, eine Tochter Äbtissin des Benediktinerinnenstifts St. Stephan zu Augsburg. Der Sohn Georg Friedrich heiratete in das Geschlecht von Seinsheim ein, fiel aber schon 1684, mit 29 Jahren, als kurbayerischer Obristleutnant, im Kampf gegen die Türken vor Ofen. 
Dessen Sohn Franz Anton Schliederer von Lachen, Hofmeister des jungen Pfalzgrafen Johann Christian Joseph von Sulzbach (dem Vater des Kurfürsten Karl Theodor), Kammerherr König August des Starken und schließlich Geheim- und Regierungsrat der Kurpfalz, sollte der Vater des letzten männlichen Familiensprosses Karl Friedrich Joseph Schliederer von Lachen werden. Jener verkaufte Schloss Schönfels in Luxemburg und starb mit 65 Jahren, am 2. November 1791, in Mainz, als kurfürstlicher Generalfeldwachtmeister. Die pfälzischen Lehen der Schliederer von Lachen in Haßloch, Lachen, Speyerdorf und Friesenheim wurden von dem kurpfälzischen bzw. pfalz-bayerischen Minister und Statthalter der Kurpfalz Franz Albert Leopold von Oberndorff erworbenen.

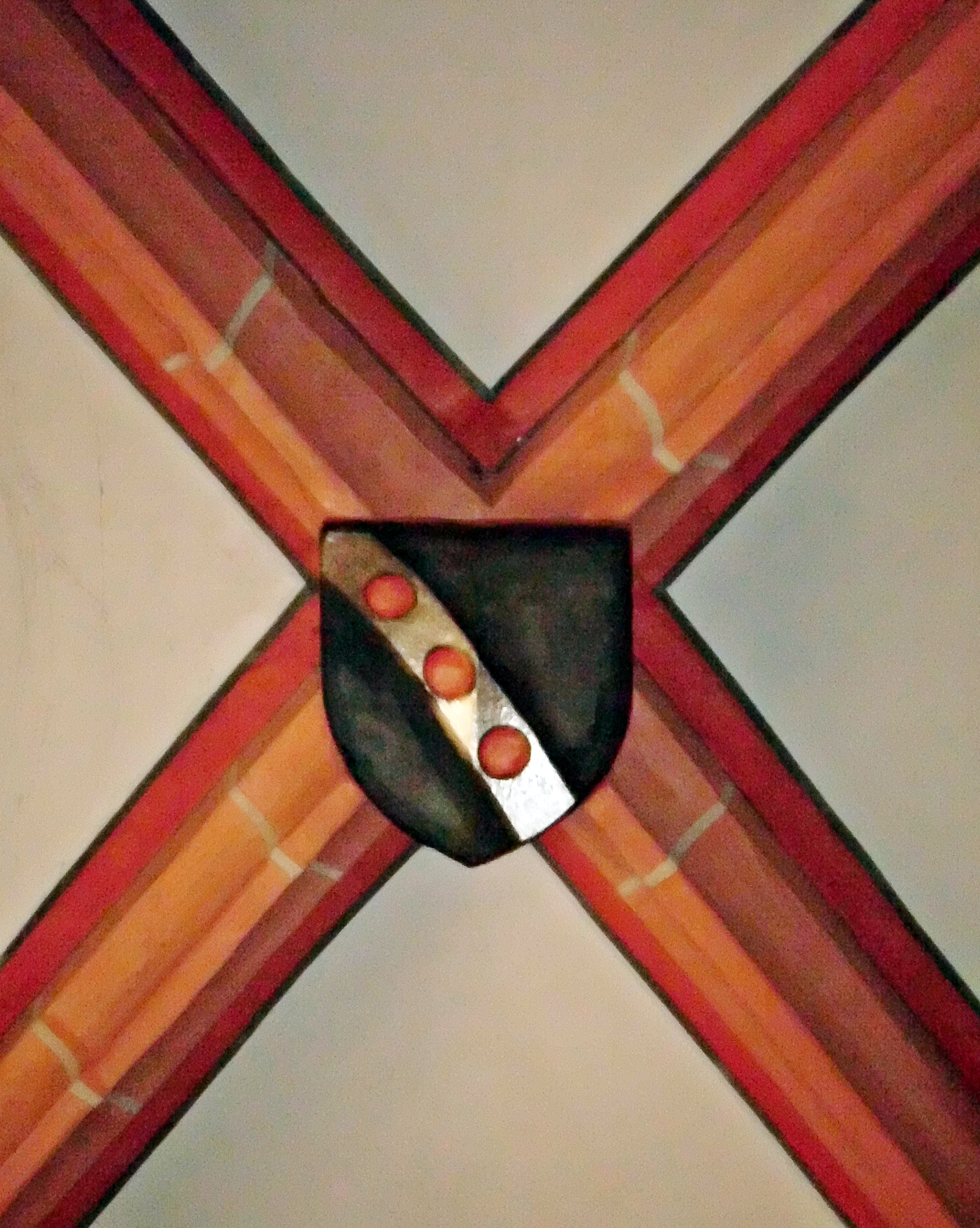
Pfarrkirche St. Ulrich (Deidesheim), Wappenschlussstein der Schliederer von Lachen

## Wappen
In Schwarz, ein schräger, silberner Balken, belegt mit drei roten Kugeln. Helmzier: ein schwarzer Turnierhut mit silbernem Stulp, darin stecken zwei goldene Steinbockhörner; Helmdecke schwarz-silbern.